# Qian Haitao
Qian Haitao (12 de agosto de 1996) es un deportista chino que compite en lucha grecorromana.
Ganó una medalla de bronce en el Campeonato Mundial de Lucha de 2019 y una medalla de bronce en el Campeonato Asiático de Lucha de 2019, ambas en la categoría de 82 kg.

## Palmarés internacional
| Campeonato Mundial  | Campeonato Mundial     | Campeonato Mundial | Campeonato Mundial |
| Año                 | Lugar                  | Medalla            | Categoría          |
| ------------------- | ---------------------- | ------------------ | ------------------ |
| 2019                | Nursultán (Kazajistán) | Medalla de bronce  | 82 kg              |
| Campeonato Asiático |                        |                    |                    |
| Año                 | Lugar                  | Medalla            | Categoría          |
| 2019                | Xian (China)           | Medalla de bronce  | 82 kg              |